# Trevor Taylor
Trevor Patrick Taylor, född 26 december 1936 i Sheffield, South Yorkshire, död 27 september 2010, var en brittisk racerförare.

## Racingkarriär
Taylor debuterade i formel 1 i Storbritannien 1959 men kvalificerade sig inte. Hans första start blev i stället i Nederländerna 1961 för Lotus.
Taylor började tävla i racing som 19-åring och flyttade sedan till formel 3 där han vann det brittiska F3-mästerskapet i en Cooper-Norton 1958. Detta gav honom chansen att få köra i formel 2 och ett lopp i formel 1 för Ace Garage - Rotherham säsongen 1959. Året efter tävlade han i Formel Junior samt körde några formel 2-lopp för Lotus.
Taylors F1-karriär startade inte på allvar förrän säsongen 1961 då han fick ersätta den skadade Innes Ireland som andreförare bredvid Jim Clark i Lotus.
I slutet av året körde de båda fyra lopp utanför mästerskapet på Kyalamibanan i Sydafrika. Taylor kom tvåa efter Clark i det första loppet, kraschade på grund av fel på hjulupphängningen i det andra, bröt i det tredje och vann före Clark i det fjärde.
Säsongen 1962 kom han tvåa i  Nederländerna och överlevde sedan en vådlig krasch i  Belgien. Utanför mästerskapet kom han trea i Solitudes Grand Prix och vann  Mexikos Grand Prix och Natals Grand Prix. Taylor blev kvar i Lotus även säsongen 1963, men en olycka under Medelhavets Grand Prix och hans ojämnhet och Clarks dominans i mästerskapet betydde att han blev av med sin förarplats efter säsongen. Säsongen 1964 gick Taylor till BRP och ersattes av Peter Arundell. Taylor slutade som bäst sexa i USA 1964, mycket beroende på det bristfälliga BRP-chassiet.
Samma år började Taylor och hans syster Anita tävla i standardbilsracing i en Mini Cooper för det egna stallet Aurora Gear Racing. Taylor körde även i formel 2 för stallet med en Brabham F2 1965 och 1966. Han gick sedan till Ralph Broads standardbilsstall Broadspeed, i vilket han rönte framgångar under de följande åren. 
Taylor återvände till F1 då han körde för det kortlivade Shannon i Storbritannien 1966, där han dock tvingades bryta efter ett halvt varv. 
Han vann RAC Tourist Trophy med en Lola T70 på Oulton Park 1969. Han blev senare en föregångare inom formel 5000 och fortsatte att tävla fram till 1972.

## F1-karriär
| Säsong | Stall/Tillverkare                      | Poäng | Placering |
| ------ | -------------------------------------- | ----- | --------- |
| 1959   | Ace Garage - Rotherham (Cooper-Climax) | 0     | –         |
| 1961   | Lotus-Climax                           | 0     | –         |
| 1962   | Lotus-Climax                           | 6     | 10        |
| 1963   | Lotus-Climax                           | 1     | 15        |
| 1964   | BRP-BRM BRP (Lotus-BRM)                | 1     | 19        |
| 1966   | Shannon-Climax                         | 0     | –         |